# Delta Lupi

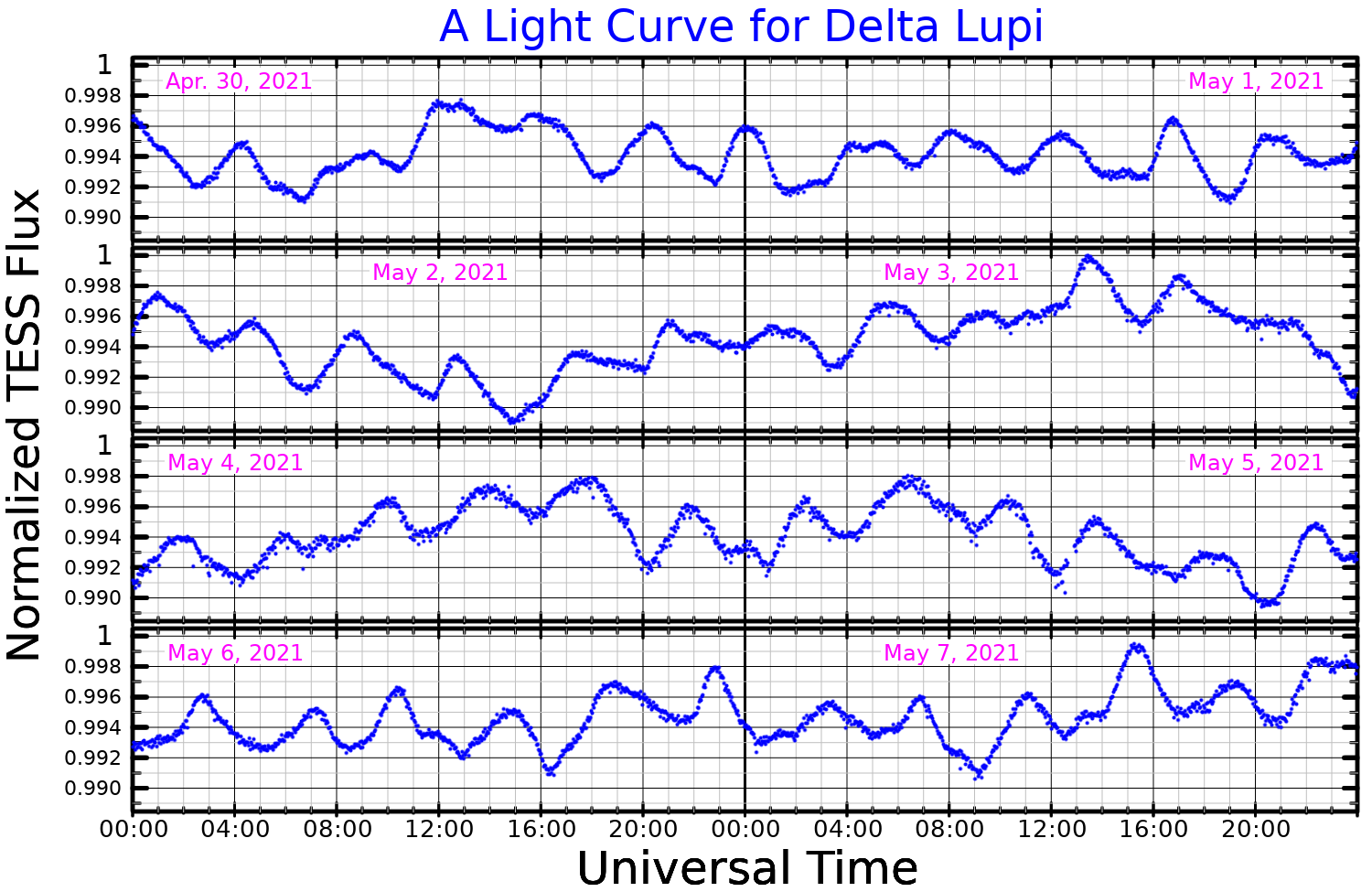
Lichtkromme van Delta Lupi

Delta Lupi is een type B subreus in het sterrenbeeld Wolf met een magnitude van 3,22 die deel uitmaakt van de Schorpioen–Centaurus Associatie. Het betreft een relatief jonge ster (±15 miljoen jaar) die al zijn waterstof heeft verbruikt en nu helium omzet in koolstof. De ster is niet te zien vanuit de Benelux. Delta Lupi is een Beta Cephei-veranderlijke.